# Invisible Touch Tour
Die Invisible Touch Tour war eine Tournee der britischen Progressive-Rock-Band Genesis, auf der sie ihr Album Invisible Touch (1986) vorstellten. Auf dieser weltweit erfolgreichen Tour gab die Gruppe erstmals mehrere Open-Air-Konzerte in Stadien oder auf großen Freiflächen. Mit insgesamt 112 Konzerten war es zudem die bisher längste Konzerttournee in ihrer Bandgeschichte.

## Hintergrund
Nach mehrwöchigen Proben in Dallas startete die Invisible Touch Tour am 18. September 1986 in Detroit und endete nach knapp zehn Monaten am 4. Juli 1987 in London. Insgesamt spielten Genesis während dieser Tournee 112 Konzerte in 59 Städten, mit oftmals 3–4 Konzerten pro Ort. Erstmals seit 1978 gaben sie auch wieder Konzerte in Japan und gastierten erstmals und bis heute zum einzigen Mal in ihrer Livekarriere in Australien und Neuseeland. Zudem fand eine Show jenseits des sogenannten eisernen Vorhangs im Budapester Népstadion statt. Es gab außerdem Überlegungen in der Volksrepublik China und in der Sowjetunion aufzutreten, diese Pläne wurden jedoch nicht realisiert.
Für die Bühnenshow nutzten Genesis das seit ihrer 1981er Abacab Tour etablierte Beleuchtungssystem Vari-Lite, das seitdem von Tour zu Tour mehrmals überarbeitet wurde, bei den Open-Air-Konzerten wurden zusätzlich große Diamond Vision-Videobildschirme links und rechts der Bühne installiert, um auch den Zuschauern in den hinteren Reihen einen Blick auf das Geschehen auf der Bühne zu ermöglichen. Auf ihnen wurde auch zu Beginn der Shows das Video zu Anything She Does mit dem britischen Komiker Benny Hill in der Rolle des Backstage-Wachmanns Fred Scuttle gezeigt, bevor Genesis schließlich die Bühne betraten.
Die vier ausverkauften Abschluss-Konzerte im Londoner Wembley Stadium Anfang Juli 1987 wurden gefilmt und ein Jahr später als Kaufvideo unter dem Titel Genesis - The Invisible Touch Tour veröffentlicht. 2003 erschien der Konzertfilm unter dem Titel Genesis Live at Wembley Stadium im neu abgemischten 5.1-Sound auf DVD.
Tony Banks bezeichnete die Wembley-Konzerte in einem späteren Interview als den Höhepunkt in der Konzertkarriere von Genesis. Die vier Gigs, denen insgesamt 288.000 Zuschauer (72.000 Zuschauer je Konzert) beiwohnten, sicherten Genesis einen kurzen Eintrag in das Guinness Buch der Rekorde. Bereits ein Jahr später wurde dieser Rekord durch Michael Jackson gebrochen, der auf seiner Bad World Tour das Wembley Stadium siebenmal (gleichbedeutend mit insgesamt 504.000 Zuschauern) ausverkaufen konnte.

## Setlist

### Setlist Nordamerika (September – Oktober 1986)
- Mama
- Abacab
- Land of Confusion
- That’s All
- Domino (Part 1: In the Glow of the Night – Part 2: The Last Domino)
- In Too Deep
- The Brazilian
- Follow You Follow Me
- Tonight, Tonight, Tonight
- Home by the Sea/Second Home by the Sea
- Throwing It All Away
- In the Cage
- ...In That Quiet Earth
- Apocalypse in 9/8 / As Sure as Eggs is Eggs
- Invisible Touch
- Drum Duet
- Los Endos

Zugabe:
- Turn It On Again (incl. Medley: Everybody Needs Somebody to Love/(I Can’t Get No) Satisfaction/Twist and Shout/All Day and All of the Night/Baby Let Me Take You Home/You’ve Lost That Lovin’ Feelin’/Pinball Wizard/In the Midnight Hour)

### Setlist Australien/Neuseeland (November – Dezember 1986)
- Mama
- Abacab
- Domino (Part 1: In the Glow of the Night – Part 2: The Last Domino)
- Your Own Special Way
- In Too Deep
- The Brazilian
- That's All
- Home by the Sea/Second Home by the Sea
- Throwing It All Away
- In The Cage
- ...In That Quiet Earth
- Apocalypse in 9/8 / As Sure As Eggs Is Eggs
- Invisible Touch
- Drum Duet
- Los Endos

Zugabe:
- Turn It On Again (incl. Medley: Everybody Needs Somebody to Love/(I Can’t Get No) Satisfaction/Twist and Shout/All Day and All of the Night/Baby Let Me Take You Home/You’ve Lost That Lovin’ Feelin’/Pinball Wizard/In the Midnight Hour)

### Setlist Nordamerika / Asien / Europa (Januar – Juli 1987)
- Mama
- Abacab
- Domino (Part 1: In the Glow of the Night; Part 2: The Last Domino)
- That's All
- The Brazilian
- In The Cage
- ...In That Quiet Earth
- Afterglow
- Land of Confusion
- Tonight, Tonight, Tonight
- Throwing It All Away
- Home by the Sea
- Invisible Touch
- Drum Duet
- Los Endos

Zugabe:
- Turn It On Again (incl. Medley: Everybody Needs Somebody to Love/(I Can’t Get No) Satisfaction/Twist and Shout/Reach Out I’ll Be There/You’ve Lost That Lovin’ Feelin’/Pinball Wizard/In the Midnight Hour)

## Tourdaten
| Nr.                        | Datum               | Stadt               | Land                | Veranstaltungsort                  | Anmerkungen             |
| Leg 1 – Nordamerika        | Leg 1 – Nordamerika | Leg 1 – Nordamerika | Leg 1 – Nordamerika | Leg 1 – Nordamerika                | Leg 1 – Nordamerika     |
| -------------------------- | ------------------- | ------------------- | ------------------- | ---------------------------------- | ----------------------- |
| 1                          | 18. September 1986  | Detroit             | Vereinigte Staaten  | Joe Louis Arena                    |                         |
| 2                          | 19. September 1986  | Detroit             | Vereinigte Staaten  | Joe Louis Arena                    |                         |
| 3                          | 20. September 1986  | Detroit             | Vereinigte Staaten  | Joe Louis Arena                    |                         |
| 4                          | 22. September 1986  | Toronto             | Kanada              | Exhibition Stadium                 |                         |
| 5                          | 24. September 1986  | Philadelphia        | Vereinigte Staaten  | Spectrum                           |                         |
| 6                          | 25. September 1986  | Philadelphia        | Vereinigte Staaten  | Spectrum                           |                         |
| 7                          | 26. September 1986  | Philadelphia        | Vereinigte Staaten  | Spectrum                           |                         |
| 8                          | 27. September 1986  | Philadelphia        | Vereinigte Staaten  | Spectrum                           |                         |
| 9                          | 29. September 1986  | New York City       | Vereinigte Staaten  | Madison Square Garden              |                         |
| 10                         | 30. September 1986  | New York City       | Vereinigte Staaten  | Madison Square Garden              |                         |
| 11                         | 1. Oktober 1986     | New York City       | Vereinigte Staaten  | Madison Square Garden              |                         |
| 12                         | 2. Oktober 1986     | New York City       | Vereinigte Staaten  | Madison Square Garden              |                         |
| 13                         | 3. Oktober 1986     | New York City       | Vereinigte Staaten  | Madison Square Garden              |                         |
| 14                         | 5. Oktober 1986     | Rosemont            | Vereinigte Staaten  | Rosemont Horizon                   |                         |
| 15                         | 6. Oktober 1986     | Rosemont            | Vereinigte Staaten  | Rosemont Horizon                   |                         |
| 16                         | 7. Oktober 1986     | Rosemont            | Vereinigte Staaten  | Rosemont Horizon                   |                         |
| 17                         | 8. Oktober 1986     | Rosemont            | Vereinigte Staaten  | Rosemont Horizon                   |                         |
| 18                         | 10. Oktober 1986    | Rosemont            | Vereinigte Staaten  | Rosemont Horizon                   |                         |
| 19                         | 13. Oktober 1986    | Inglewood           | Vereinigte Staaten  | The Forum                          |                         |
| 20                         | 14. Oktober 1986    | Inglewood           | Vereinigte Staaten  | The Forum                          |                         |
| 21                         | 15. Oktober 1986    | Inglewood           | Vereinigte Staaten  | The Forum                          |                         |
| 22                         | 16. Oktober 1986    | Inglewood           | Vereinigte Staaten  | The Forum                          |                         |
| 23                         | 17. Oktober 1986    | Inglewood           | Vereinigte Staaten  | The Forum                          |                         |
| 24                         | 19. Oktober 1986    | Oakland             | Vereinigte Staaten  | Coliseum Arena                     |                         |
| 25                         | 20. Oktober 1986    | Oakland             | Vereinigte Staaten  | Coliseum Arena                     |                         |
| 26                         | 21. Oktober 1986    | Oakland             | Vereinigte Staaten  | Coliseum Arena                     |                         |
| 27                         | 22. Oktober 1986    | Oakland             | Vereinigte Staaten  | Coliseum Arena                     |                         |
| 28                         | 23. Oktober 1986    | Oakland             | Vereinigte Staaten  | Coliseum Arena                     |                         |
| 29                         | 24. Oktober 1986    | Oakland             | Vereinigte Staaten  | Coliseum Arena                     |                         |
| Leg 2 – Ozeanien           |                     |                     |                     |                                    |                         |
| 30                         | 23. November 1986   | Auckland            | Neuseeland          | Western Springs Stadium            |                         |
| 31                         | 25. November 1986   | Sydney              | Australien          | Entertainment Centre               |                         |
| 32                         | 26. November 1986   | Sydney              | Australien          | Entertainment Centre               |                         |
| 33                         | 27. November 1986   | Sydney              | Australien          | Entertainment Centre               |                         |
| 34                         | 29. November 1986   | Brisbane            | Australien          | Entertainment Centre               |                         |
| 35                         | 30. November 1986   | Brisbane            | Australien          | Entertainment Centre               |                         |
| 36                         | 2. Dezember 1986    | Adelaide            | Australien          | Football Park                      |                         |
| 37                         | 5. Dezember 1986    | Perth               | Australien          | Entertainment Centre               |                         |
| 38                         | 6. Dezember 1986    | Perth               | Australien          | Subiaco Oval                       |                         |
| 39                         | 9. Dezember 1986    | Melbourne           | Australien          | Sports and Entertainment Centre    |                         |
| 40                         | 10. Dezember 1986   | Melbourne           | Australien          | Sports and Entertainment Centre    |                         |
| 41                         | 11. Dezember 1986   | Melbourne           | Australien          | Sports and Entertainment Centre    |                         |
| 42                         | 13. Dezember 1986   | Melbourne           | Australien          | Olympic Park Stadium               |                         |
| 43                         | 15. Dezember 1986   | Sydney              | Australien          | Entertainment Centre               |                         |
| 44                         | 16. Dezember 1986   | Sydney              | Australien          | Entertainment Centre               |                         |
| 45                         | 17. Dezember 1986   | Sydney              | Australien          | Entertainment Centre               |                         |
| 46                         | 18. Dezember 1986   | Sydney              | Australien          | Entertainment Centre               |                         |
| 47                         | 19. Dezember 1986   | Sydney              | Australien          | Entertainment Centre               |                         |
| 48                         | 20. Dezember 1986   | Sydney              | Australien          | Entertainment Centre               |                         |
| Leg 3 – Nordamerika        |                     |                     |                     |                                    |                         |
| 49                         | 15. Januar 1987     | Houston             | Vereinigte Staaten  | The Summit                         |                         |
| 50                         | 16. Januar 1987     | Houston             | Vereinigte Staaten  | The Summit                         |                         |
| 51                         | 18. Januar 1987     | Dallas              | Vereinigte Staaten  | Reunion Arena                      |                         |
| 52                         | 19. Januar 1987     | Dallas              | Vereinigte Staaten  | Reunion Arena                      |                         |
| 53                         | 21. Januar 1987     | Kansas City         | Vereinigte Staaten  | Kemper Arena                       |                         |
| xx                         | 22. Januar 1987     | Kansas City         | Vereinigte Staaten  | Kemper Arena                       |                         |
| 54                         | 23. Januar 1987     | Chapel Hill         | Vereinigte Staaten  | Dean E. Smith Center               |                         |
| 55                         | 24. Januar 1987     | Indianapolis        | Vereinigte Staaten  | Hoosier Dome                       |                         |
| 56                         | 25. Januar 1987     | Richfield           | Vereinigte Staaten  | Coliseum                           |                         |
| 57                         | 26. Januar 1987     | Richfield           | Vereinigte Staaten  | Coliseum                           |                         |
| 58                         | 27. Januar 1987     | Richfield           | Vereinigte Staaten  | Coliseum                           |                         |
| 59                         | 29. Januar 1987     | Landover            | Vereinigte Staaten  | Capital Center                     |                         |
| 60                         | 31. Januar 1987     | Chapel Hill         | Vereinigte Staaten  | Dean E. Smith Center               |                         |
| 61                         | 1. Februar 1987     | Lexington           | Vereinigte Staaten  | Rupp Arena                         |                         |
| Leg 4 – Nordamerika        |                     |                     |                     |                                    |                         |
| 62                         | 15. Februar 1987    | Hartford            | Vereinigte Staaten  | Civic Center                       |                         |
| 63                         | 16. Februar 1987    | Worcester           | Vereinigte Staaten  | Centrum Center                     |                         |
| 64                         | 17. Februar 1987    | Worcester           | Vereinigte Staaten  | Centrum Center                     |                         |
| 65                         | 18. Februar 1987    | Worcester           | Vereinigte Staaten  | Centrum Center                     |                         |
| 66                         | 20. Februar 1987    | Hampton             | Vereinigte Staaten  | Coliseum                           |                         |
| 67                         | 21. Februar 1987    | Hampton             | Vereinigte Staaten  | Coliseum                           |                         |
| 68                         | 22. Februar 1987    | Chapel Hill         | Vereinigte Staaten  | Dean E. Smith Center               |                         |
| 69                         | 23. Februar 1987    | Greensboro          | Vereinigte Staaten  | Coliseum                           |                         |
| 70                         | 25. Februar 1987    | Atlanta             | Vereinigte Staaten  | The Omni                           |                         |
| 71                         | 26. Februar 1987    | Atlanta             | Vereinigte Staaten  | The Omni                           |                         |
| 72                         | 28. Februar 1987    | Orlando             | Vereinigte Staaten  | Florida Citrus Bowl                |                         |
| 73                         | 1. März 1987        | Miami               | Vereinigte Staaten  | Orange Bowl Stadium                |                         |
| Leg 5 – Asien              |                     |                     |                     |                                    |                         |
| 74                         | 13. März 1987       | Tokio               | Japan               | Nippon Budōkan                     |                         |
| 75                         | 14. März 1987       | Tokio               | Japan               | Nippon Budōkan                     |                         |
| 76                         | 15. März 1987       | Tokio               | Japan               | Nippon Budōkan                     |                         |
| 77                         | 16. März 1987       | Tokio               | Japan               | Nippon Budōkan                     |                         |
| 78                         | 18. März 1987       | Osaka               | Japan               | Ōsaka-jō Hall                      |                         |
| 79                         | 19. März 1987       | Osaka               | Japan               | Ōsaka-jō Hall                      |                         |
| Leg 6 – Europa/Nordamerika |                     |                     |                     |                                    |                         |
| 80                         | 10. Mai 1987        | Málaga              | Spanien             | Estadio La Rosaleda                |                         |
| 81                         | 13. Mai 1987        | Madrid              | Spanien             | Estadio Vicente Calderón           |                         |
| 82                         | 15. Mai 1987        | Toulouse            | Frankreich          | Stade Ernest-Wallon                |                         |
| 83                         | 16. Mai 1987        | Montreux            | Schweiz             | Casino de Montreux                 | Rose d’Or Festival      |
| 84                         | 17. Mai 1987        | Rom                 | Italien             | Stadio Flaminio                    |                         |
| 85                         | 19. Mai 1987        | Mailand             | Italien             | Stadio Giuseppe Meazza             |                         |
| 86                         | 22. Mai 1987        | Los Angeles         | Vereinigte Staaten  | Dodger Stadium                     |                         |
| 87                         | 24. Mai 1987        | Pittsburgh          | Vereinigte Staaten  | Three Rivers Stadium               |                         |
| 88                         | 26. Mai 1987        | Washington, D.C.    | Vereinigte Staaten  | Robert F. Kennedy Memorial Stadium |                         |
| 89                         | 28. Mai 1987        | Philadelphia        | Vereinigte Staaten  | Veterans Stadium                   |                         |
| 90                         | 29. Mai 1987        | Philadelphia        | Vereinigte Staaten  | Veterans Stadium                   |                         |
| 91                         | 30. Mai 1987        | East Rutherford     | Vereinigte Staaten  | Giants Stadium                     |                         |
| 92                         | 31. Mai 1987        | East Rutherford     | Vereinigte Staaten  | Giants Stadium                     |                         |
| 93                         | 2. Juni 1987        | Paris               | Frankreich          | Palais Omnisport de Bercy          |                         |
| 94                         | 3. Juni 1987        | Paris               | Frankreich          | Hippodrome de Vincennes            |                         |
| 95                         | 5. Juni 1987        | Gentofte            | Danemark            | Gentofte Stadion                   |                         |
| 96                         | 7. Juni 1987        | Hannover            | Deutschland         | Niedersachsenstadion               |                         |
| 97                         | 8. Juni 1987        | Berlin              | Deutschland         | Platz der Republik                 | Concert for Berlin 1987 |
| 98                         | 10. Juni 1987       | Dortmund            | Deutschland         | Westfalenhalle                     |                         |
| 99                         | 11. Juni 1987       | Rotterdam           | Niederlande         | Stadion Feijenoord                 |                         |
| 100                        | 13. Juni 1987       | Basel               | Schweiz             | St. Jakob-Stadion                  |                         |
| 101                        | 14. Juni 1987       | Nancy               | Frankreich          | Stade Marcel-Picot                 |                         |
| 102                        | 16. Juni 1987       | Wien                | Osterreich          | Praterstadion                      |                         |
| 103                        | 18. Juni 1987       | Budapest            | Ungarn              | Népstadion                         |                         |
| 104                        | 20. Juni 1987       | Mannheim            | Deutschland         | Maimarktgelände                    |                         |
| 105                        | 21. Juni 1987       | München             | Deutschland         | Olympiastadion                     |                         |
| 106                        | 23. Juni 1987       | Nantes              | Frankreich          | Stade de la Beaujoire              |                         |
| xx                         | 24. Juni 1987       | Paris               | Frankreich          | Hippodrome de Vincennes            |                         |
| 107                        | 26. Juni 1987       | Glasgow             | Schottland          | Hampden Park                       |                         |
| 108                        | 28. Juni 1987       | Leeds               | England             | Roundhay Park                      |                         |
| 109                        | 1. Juli 1987        | London              | England             | Wembley Stadium                    |                         |
| 110                        | 2. Juli 1987        | London              | England             | Wembley Stadium                    |                         |
| 111                        | 3. Juli 1987        | London              | England             | Wembley Stadium                    |                         |
| 112                        | 4. Juli 1987        | London              | England             | Wembley Stadium                    |                         |

## Band
- Tony Banks: Keyboards
- Phil Collins: Gesang, Schlagzeug
- Mike Rutherford: Bass, Gitarre, Hintergrundgesang
- Daryl Stuermer: Gitarre, Bass, Hintergrundgesang
- Chester Thompson: Schlagzeug